# The Black Panther (journal)
Le Black Panther était le journal officiel du Black Panther Party. Il débute comme un bulletin d'information de quatre pages à Oakland, en Californie, en 1967, et est fondé par Huey P. Newton et Bobby Seale. C'était la publication principale du parti et il est bientôt vendu dans plusieurs grandes villes à travers les États-Unis, disposant d'un lectorat international. Le journal a diffusé des informations sur les activités du parti et exprimé à travers des articles l'idéologie du Black Panther Party, en se concentrant à la fois sur les révolutions internationales comme source d'inspiration et sur les luttes raciales contemporaines des Afro-Américains à travers les États-Unis.

## Fondation
Le Black Panther Party  s'est engagé  dans la création de services aux communautés, à travers divers «programmes de survie» élaborés par des chapitres locaux. en 1969 ces programmes sont devenus une partie du programme «servir le peuple» du parti national pour traduire dans la pratique et connecter entre eux l'engagement du parti en faveur des services sociaux de base et l'éducation à la communauté et aux membres de l'organisation. Le service de presse intercommunal du Black Panther Party a publié le journal The Black Panther Party dans le cadre de son programme de sensibilisation et d'éducation.
Le journal Black Panther Party, également connu sous le nom de Black Panther Intercommunal News Service, Black Panther Black Community News Service et Black Community News Service, a été publié par le Black Panther Party du 25 avril 1967 au 16 septembre 1980. Le journal a connu sa plus grande période de popularité  de 1968 à 1972, période pendant laquelle, il s'est vendu à cent mille exemplaires par semaine.
Les femmes jouent un rôle non négligeable dans le mouvement des Black Panther Party et particulièrement dans le journal. Judy Juanita (en), étudiante de premier cycle à l' État de San Francisco, a été rédactrice en chef du journal The Black Panther Party à la fin des années 1960. En 1969, les deux tiers des membres du Black Panther Party étaient des femmes.
Dans ses dernières années, le journal est utilisé pour obtenir du soutien pour les membres du parti qui sont devenus des prisonniers politiques.

## Format
Le journal BPP est passé d'un bulletin de quatre pages à un journal complet en environ un an et [537] numéros ont été imprimés.

## Distribution
La distribution était nationale et internationale. De 1968 à 1971, The Black Panther Party Newspaper était le journal noir le plus lu aux États-Unis, avec un tirage hebdomadaire de plus de 300 000 exemplaires. Il se vendait 25 cents. Chaque panthère devait lire et étudier le journal avant de pouvoir le vendre. La distribution s'est étendue sur le territoire nationale, le centre de distribution national du Black Panther Party Newspaper étant situé à San Francisco, avec une équipe de distribution dirigée par Andrew Austin, Sam Napier et Ellis White. D'autres centres de distribution se trouvaient à Chicago, au Kansas, à Los Angeles, à New York et à Seattle.